# 热柯依达乡
热柯依达乡，是中华人民共和国四川省凉山彝族自治州喜德县曾经下辖的一个乡。2021年1月12日，撤销热柯依达乡和额尼乡，将原热柯依达乡和原额尼乡所属行政区域划归洛哈镇管辖。

## 行政区划
热柯依达乡撤销前下辖以下地区：
石洛村、热柯洛乌村、金尔果村、则甘村和依甘洛村。